# 志水アキ
志水 アキ（しみず アキ）は、漫画家、イラストレーター。福岡県大牟田市出身。過去に奥瀬サキのアシスタントを務めていたことがある。

## 作品リスト

### 連載中
- 中禅寺先生物怪講義録 先生が謎を解いてしまうから。（原作：京極夏彦、『少年マガジンエッジ』、講談社）

### 連載終了
- 異郷の草 三国志連作集（『コミック三国志マガジン、メディアファクトリー、全1巻）
- 怪・力・乱・神 クワン（『コミックフラッパー』、メディアファクトリー、全7巻）
- 雲のグラデュアーレ（原作：木原浩勝、『コミックフラッパー』、メディアファクトリー、全4巻）
- 幻想水滸伝III〜運命の継承者〜（メディアファクトリー、全11巻）
- 夜刀の神つかい（原作：奥瀬サキ、『コミックバーズ』、幻冬舎、全12巻）
- トータスデリバリー（『別冊少年マガジン』、講談社、全2巻）
- 魍魎の匣（原作：京極夏彦、『コミック怪』、角川書店、全5巻）
- 狂骨の夢（原作：京極夏彦、『コミック怪』、角川書店、全5巻）
- 姑獲鳥の夏（原作：京極夏彦、『コミック怪』→『怪』、角川書店、全4巻）
- 百器徒然袋（原作：京極夏彦、『コミック怪』→『月刊Asuka』、角川書店、全6巻）
- 絡新婦の理（原作：京極夏彦、『マガジンSPECIAL』、講談社、全4巻）
- 鉄鼠の檻（原作：京極夏彦、『少年マガジンエッジ』、講談社、全5巻）
- 雛接村（『Nemuki+』、朝日新聞出版、全1巻）
- 犬神Re（原作：外薗昌也、『LINEマンガ』、全4巻 - 単行本は朝日新聞出版より刊行）
- 都合のいい果て（劇作：山田佳奈、『月刊モーニングtwo』2022年5号[1] - 2023年12月21日[2]、全4巻）

### 読み切り
- 流れよ我が涙、と玉ネギは言った（『コミックフラッパー』2008年6月号掲載）
- ニート女と小学2年生（『コミックフラッパー』2008年9月号掲載）
- ウロボロスのドローム（『コミックフラッパー』2009年3月号掲載）
- 令嬢と庭師（『コミックフラッパー』2010年6月号掲載）
- ふたりのひみつ（『コミックフラッパー』2010年12月号掲載）
- 恋愛相談（『コミックフラッパー』2011年6月号掲載）
- アストラガラスとチューベローズ（『ウルトラジャンプ』2009年9月号掲載）
- 美女缶（『週刊少年マガジン』2015年第49号（11月18日発売）掲載[3]）
- 張り込み先（『週刊少年マガジン』2015年第50号（11月25日発売）掲載[3]）
- 私は、女優（『マンガボックス』2015年11月21日公開[3]）
- ダジャレ禁止令（『週刊少年マガジン』2016年第25号（5月18日発売）掲載）

### ゲーム
- After Devil Force〜狂王の後継者〜（原作：ログイン）
- 戦国BASARA2（第弐衣装デザイン）

### イラスト本
自費出版本 チャリティーイラスト本「Smile/Yell」（2011年、東北地方太平洋沖地震関連）にイラスト寄稿。